# David Shilling
David Shilling (London, 1956. június 27. –) divattervező, kalapos, szobrász és belsőépítész. Extravagáns női kalapjairól és ruháiról híres világszerte.

## Kezdetek
Édesanyja a Royal Ascot Derby közönsége számára készített kalapokat, 12 éves korában neki kezdett el segíteni.

## Karrier
Egészen fiatalon, már 20 éves korában saját, önálló üzletet nyitott. New Yorkban a Bloomingdale’s és a Bergdorf Goodman forgalmazta termékeit.

## Gyűjteményei
Gyűjteményei, kiállításai láthatóak: 
- Metropolitan Museum, New York
- Los Angeles County Museum
- Philadelphia Museum of Art
- Victoria and Albert Museum, London
- Musee de l'Art Decoratif, Párizs[2]

## Referenciái
Alkotásait olyan hírességek viselték, mint: 
- Raquel Welch
- Kylie Minogue
- Shirley Bassey
- Cybill Shepherd
- Joanna Lumley
- Lauren Hutton